# NGC 4900
NGC 4900 (другие обозначения — UGC 8116, MCG 1-33-35, ZWG 43.93, IRAS12580+0246, PGC 44797) — спиральная галактика с перемычкой (SBc) в созвездии Дева.
Этот объект входит в число перечисленных в оригинальной редакции «Нового общего каталога».
В галактике вспыхнула сверхновая SN 1999br типа II, её пиковая видимая звездная величина составила 17,5.